# Áreas protegidas de Benín

Complejo W-Arly Pendjari, que incluye los parques nacionales de Pendjari y W de Benín en un amplio conjunto de zonas protegidas, que si se añaden las reservas parciales y los cotos de caza alcanza los 32.250 km².

Según la IUCN, en Benín hay 63 áreas protegidas que cubren 34.369 km², el 29,6 % del territorio de 116.095 km². De estas, 2 son parques nacionales, 3 son zonas de caza, 1 es un parque regional, 37 son bosques catalogados, 7 son áreas de reforestación y 3 cumplen otros criterios. En este conjunto hay 3 reservas de la biosfera de la Unesco, 1 sitio patrimonio de la humanidad y 4 sitios Ramsar.

## Parques nacionales
- Parque nacional de Pendjari, de 2755 km², que forma parte del Complejo W-Arly Pendjari, también llamado Reserva Transfronteriza de la biosfera de W-Arly-Pendjari, un mosaico de áreas protegidas repartidas entre Níger, Benín y Burkina Faso, que cubre 17.150 km². El parque de Pendjari está frente al Parque nacional de Arli, en Burkina Faso.
- Parque nacional W de Benín, de 5020 km². Se encuentra al este del anterior, formando parte del Complejo W-Arly Pendjari. Mientras que al oeste se encuentran los parques nacionales de Pendjari y Arli, al este se encuentra lo que se llama Parque nacional W, por la forma zigzagueante del río Níger, pero que en realidad son tres parques que suman unos 10.000 km² compartidos por Níger, Burkina Faso y Benín, en un extenso paisaje de sabana arbolada.

## Sitios Ramsar

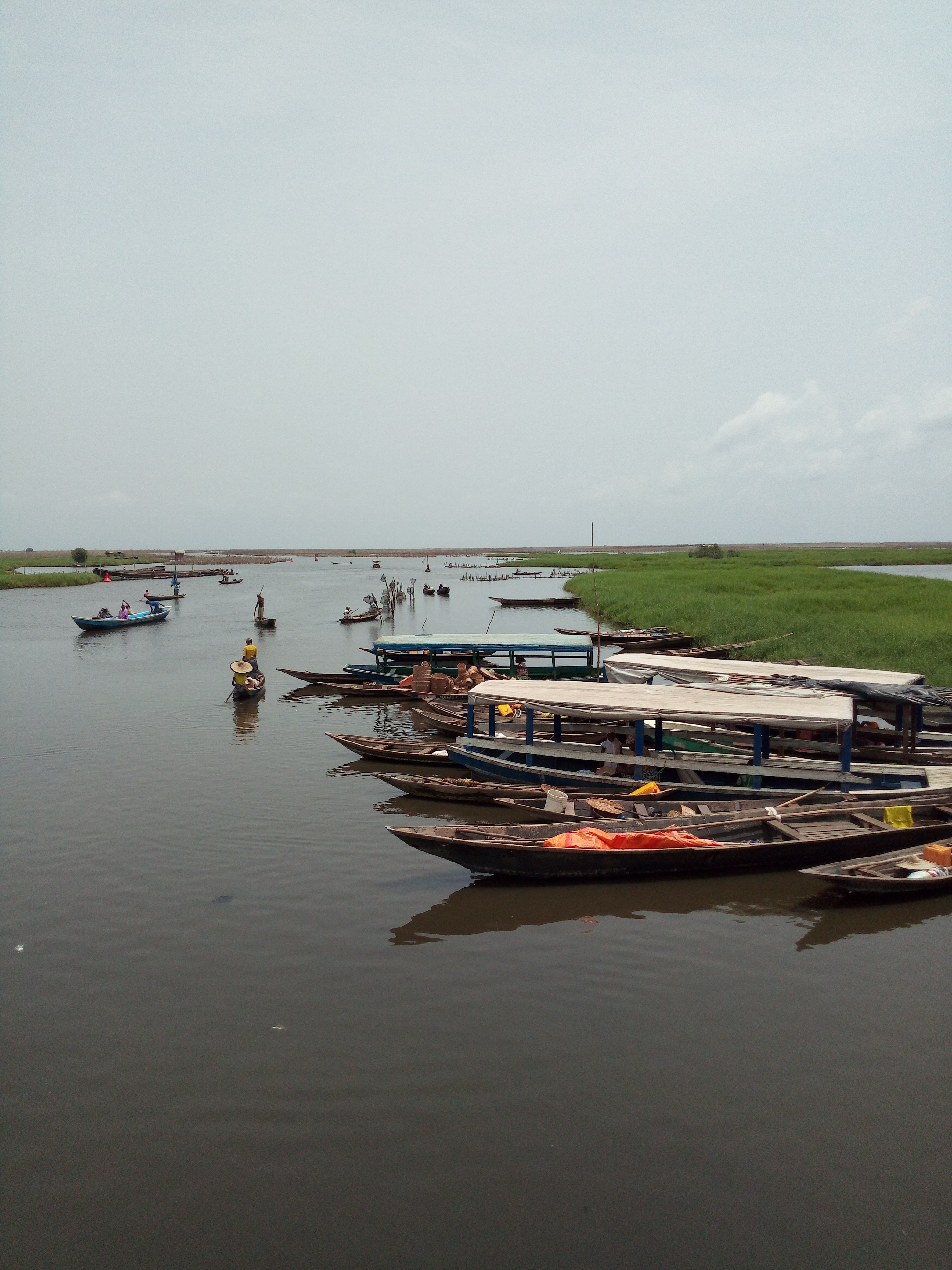
Lago Nokoué

- Valle bajo del río Ouémé. Laguna de Porto Novo. Lago Nokoué. 6528 km². 06°45'14"N 02°24'47"E. Se encuentra en el sur de Benín, ampliado en 2018 desde los originales 916 km² de 2001 para cubrir además de la zona baja del río Ouemé, un área marina, un complejo lagunar, el pantano de Adjarra y el valle medio del Ouemé. Junto con el sitio Ramsar del valle del río Couffo, cubre toda la costa de Benín, formando un amplio complejo de humedales. Incluye varios ecosistemas: bosque pantanoso, praderas inundables, cañizales, vegetación flotante y manglares. Hay más de 200 especies de plantas, entre ellas la amenazada Mansonia altissima var. altissima.[2] La fauna incluye ocho tipos de primate, entre ellos el cercopiteco de garganta blanca, más de 80 especies de peces, mamíferos acuáticos como el manatí de África Occidental, 18 especies de reptiles y cuatro de tortugas, entre ellas la tortuga laúd. Hay unas 215 especies de aves, muchas en el lago Nokoué, que una área de importancia para las aves (IBA BJ004). Hay algunos bosques sagrados y viven unos 20.000 pescadores, con la correspondiente producción agrícola. Hay cierta sobreexplotación.[3]

- Valle bajo del río Couffo. Laguna costera. Chenal Aho. Lago Ahémé. 5243 km². 06°47'37"N 01°51'13"E. En el sur de Benín, al oeste del anterior, ampliado en 2018 desde el área original de 2001 de 425 km². Junto con el sitio Ramsar del valle del río Ouémé, cubre toda la zona costera, formando un amplio complejo de humedales. Está formada por manglares, praderas inundables y sabana arbolada. Entre la fauna hay especies amenazadas como la tortuga carey, el manatí africano, el pez Brycinus carolinae y el cercopiteco de garganta blanca. Como la zona contigua en la costa de Benín, posee lugares sagrados y está amenazada de sobreexplotación.

- Sitio Ramsar del Complejo W. 9269 km². 11°41'13"N 02°41'15"E. Incluye el Parque nacional W y otras áreas protegidas, así como zonas libres entre el parque y el río Níger. Está bordeada por Burkina Faso y Níger, con los cuales comparte el sitio Ramsar transfronterizo W-Arli-Pendjari. Esta extensa región comprende bosques de galería, praderas de inundación, lagunas y sabana. Los ríos Níger, Mékrou y Alibori proporcionan zonas de cría y de paso para especies de peces como Distichodus rostratus.[4]

- Humedal del río Pendjari. 4834 km². 11°08'40"N 01°33'17"E. En el noroeste de Benín, es uno de los ecosistemas de humedales en el África Occidental sub-saheliana. Posee bosques de galería, praderas de inundación, sabana, pozas y densos bosques en las llanuras inundables. El parque se amplió con la creación de Complejo W-Arly Pendjari.

## Zonas de caza
- Djona, 1880 km²
- Pendjari, 1750 km²
- Atakora, 1220 km²

## Reservas de la biosfera de la Unesco
- Reservas de la biosfera de Pendjari, 8800 km².[5]

- Reserva de la biosfera transfronteriza W, 7280 km². Es la primera reserva transfronteriza de África.[6]

- Reserva transfronteriza del río Mono en Benín y Togo, 3463 km². En la llanura aluvial, el delta y las orillas del río Mono, en la frontera entre Togo y Benín. Está formada por un mosaico de paisajes y ecosistemas que consisten en manglares, sabana, lagunas, llanuras de inundación y bosques, incluyendo bosques sagrados. La zona de Togo es sitio Ramsar.[7]